# Kazushiza Horiguchi
Pour les articles homonymes, voir Horiguchi.
Kazushiza Horiguchi est un joueur de shōgi professionnel japonais né le 28 février 1975 à Tokyo.
Classé 8e dan professionnel depuis décembre 2022, il a remporté l'Open Asahi 2001-2002.

## Biographie et carrière
Kazushiza Horiguchi est né en février 1975 à Tokyo. Il est devenu professionnel en avril 1996 après sa victoire dans le tournoi des 3e dan (octobre 1995-avril 1996).
En 1998, dans sa troisième année de joueur professionnel, Kazushiza Horiguchi se qualifie pour la finale de la Coupe NHK. Son adversaire est alors le quadruple Meijin (grand maître) Yoshiharu Habu. Horiguchi perd le match.
En 1999, il perd en finale du Shinjin-Ō-sen (tournoi réservé aux joueurs de moins de 30 ans (règlement avant 2006) et classés sixième dan ou rang inférieur) face à Takeshi Fujii.
En 2000, il finit deuxième du Ginga-sen derrière Yoshiharu Habu.
En 2001-2002, Kazushiza Horiguchi remporte la coupe Asahi en battant en finale Masataka Sugimoto. Il perd son titre l'année suivante contre Koichi Fukaura.
En 2004, il finit à nouveau deuxième du Ginga-sen, derrière Takayuki Yamasaki.
Il a été classé 7e dan à partir d'avril 2004 et a le grade de 8e dan professionnel depuis décembre 2022.